# Teufelsdreieck (Brettspiel)
Teufelsdreieck, Eigenschreibweise Teufels-Dreieck, im Original Bermuda Triangle, ist ein 1975 bei der amerikanischen Milton Bradley Company erschienenes Brettspiel, das 1977 auch in einer deutschen Version von MB-Spiele auf den Markt kam. Es beruhte auf dem Mythos verschwundener Schiffe im Bermudadreieck.

## Thema und Ausstattung
In dem Spiel Teufelsdreieck versuchen die Mitspieler mit ihren Schiffen erfolgreiche Schiffstransporte im Bermudadreieck durchzuführen. Sie bewegen ihre Schiffe von Hafen zu Hafen und liefern entsprechend ihren Aufträgen und den jeweiligen Preisen Waren aus. Zugleich bewegt sich eine Wolke über das Spielfeld, unter der die Schiffe verschwinden können, wenn sie darüberzieht.
Das Spielmaterial besteht aus einem Spielplan, 24 Warenkarten (8 Zucker, 7 Holz, 5 Öl, 4 Bananen), acht Heimathafenkarten, einem sechsseitigen Würfel, 16 Schiffen in vier Farben, einer Drehscheibe und einer Wolke, die auf einer Windrose aufgesteckt anderthalb Zentimeter über dem Spielfeld bewegt wird. Wolke und Schiffe sind mit Magneten ausgestattet, sodass die Wolke die Schiffe „verschlucken“ kann, wenn sie über den Spielplan geschoben wird.
Der Spielplan zeigt eine Landkarte des Seegebiets zwischen Bermuda, Florida, Kuba und Puerto Rico. Die Schiffe bewegen sich in einem Rundkurs im Uhrzeigersinn, während die Wolke über ein Gitter aus Kreuzpunktlinien immer in eine der vier Himmelsrichtungen gezogen wird.

## Spielweise

### Vorbereitung
Der Spielplan wird in der Tischmitte platziert, die Wolke kommt in den entsprechenden Bereich in der Planmitte. Jeder Spieler bekommt die vier Schiffe seiner Farbe und stellt davon jeweils eines in die vier Häfen auf dem Spielplan. Die Warenkarten werden nach Warenart sortiert und die einzelnen Stapel werden gemischt und danach mit dem Geldwert nach oben auf die entsprechenden Häfen gelegt. Die Heimathafenkarten werden ebenfalls auf der entsprechenden Ablagefläche des Plans platziert. Die Drehscheibe kommt zum Startspieler und wird im Laufe des Spiels jeweils an den nächsten aktiven Spieler weitergegeben.

### Spielregeln
Das Spiel beginnt mit einem ausgewürfelten Startspieler und wird im Uhrzeigersinn gespielt. Die Spieler würfeln nacheinander und ziehen jeweils eines ihrer Schiffe entsprechend der gewürfelten Augenzahl auf den vorgegebenen Strecken von Hafen zu Hafen. Sie dürfen ihre Schiffe nicht unter die Wolke bewegen oder eines der Schiffe unter der Wolke benutzen, müssen aber ihre Schiffe bis an den Rand der Wolke ziehen, wenn dies die einzige mögliche Zugoption ist. Zieht ein Schiff in einen Hafen, muss es dort anlegen, auch wenn der Spieler eine höhere Zahl gewürfelt hat. Dabei darf jeder Spieler maximal zwei eigene Schiffe in einem Hafen haben und es dürfen maximal so viele Schiffe im Hafen sein, wie es Mitspieler gibt. Andere Schiffe können im Zug überholt werden und wenn ein Schiff genau auf einem gegnerischen Schiff landet, kann der Spieler es in den letzten Hafen zurückschicken.
Kommt ein Spieler in einem Hafen an, zieht er die oberste der verfügbaren Warenkarten; wurde ein Schiff in einen Hafen zurückgeschickt, darf der Spieler keine Karte ziehen. Die Karten werden nicht nachgelegt, und wenn ein Feld leer ist, sind keine entsprechenden Waren mehr verfügbar. Im Heimathafen ziehen die Spieler zudem eine Heimathafenkarte als Bonus.
Nachdem alle Spieler gezogen haben, dreht der jeweils aktive Spieler den Pfeil auf der Drehscheibe. Danach bewegt er die Wolke, indem er zuerst die Wolke auf dem Zylinder ihrer Befestigung im Uhrzeigersinn dreht und sie danach entlang der Kreuzpunktlinien über den Spielplan in die vorgegebene Richtung schiebt. Endet der Pfeil der Drehscheibe auf den Segmenten „Norden“, „Osten“, „Westen“ oder „Süden“, wird die Wolke nach dem Verschieben abgehoben und alle an der Unterseite befindlichen Schiffe werden aus dem Spiel entfernt. Die Wolke wird dann wieder auf das Startfeld in der Mitte des Spielplans gestellt.
Das Spiel endet, sobald ein Spieler Waren- und Heimathafenkarten im Wert von 350.000,– gesammelt oder ein Spieler alle seine Schiffe verloren hat. Der Spieler, der zuerst 350.000,– gesammelt oder bei Spielende den höchsten Kartenwert hat, gewinnt das Spiel. Dabei kann auch der Spieler gewinnen, der alle seine Schiffe verloren hat. Die Spieldauer kann verkürzt werden, wenn der Gewinnwert auf 200.000,– abgesenkt wird.

## Entwicklung und Veröffentlichung
Das Spiel Teufelsdreieck erschien 1975 bei der Milton Bradley Company in den Vereinigten Staaten als Bermuda Triangle sowohl in einer englischen wie auch in einer englisch-französischen Version. Im gleichen Jahr veröffentlichte der Verlag John Sands Pty Ltd. eine Fassung für Australien. 1977 erschien das Spiel auf dem europäischen Markt in Versionen auf Deutsch (MB-Spiele), Niederländisch, Französisch und Italienisch.

## Belege
1. 1 2 3 4 5 6 7 8  
Spielanleitung Teufelsdreieck, MB-Spiele 1977
2. ↑  
Bermuda Triangle, Versionen bei BoardGameGeek. Abgerufen am 14. Mai 2023.